# Slaget vid Ayacucho
Slaget vid Ayacucho var en militärt avgörande strid under det peruanska självständighetskriget. Det var den strid som slutligt avgjorde Perus självständighet, lika väl som segern säkerställde oberoende för resten av Sydamerika.
Så sent som 1824, hade den spanske kungens styrkor (rojalisterna) fortfarande kontroll över största delen av södra Peru och också befästningen Real Felipe i Callaos hamn. Den 9 december 1824, ägde slaget vid Ayacucho, eller slaget vid La Quinua, rum några få kilometer från Ayacucho, nära staden Quinua, mellan de spanska styrkorna och rebellstyrkorna. Rebellstyrkorna leddes av Antonio José de Sucre, Simón Bolívars löjtnant. Efter slaget, skrev vicekungen José de la Serna under den slutliga kapitulationen för den rojalistiska styrkan. 
Den peruanska armén firar varje år minnet av detta slag.